# Grote Sluis (Spaarndam)
De Grote Sluis in Spaarndam is een schutsluis tussen het Spaarne (Noorder Buiten Spaarne) en het IJ. De eerste Grote of Haarlemmer Sluis werd in 1569 gebouwd als alternatief voor de Kleine Haarlemmersluis. De sluis werd verschillende malen vervangen en gemoderniseerd.
In de periode 2009-2011 is de sluis geheel vernieuwd en langer en smaller geworden.
De Grote Sluis vervangt sinds 1927 de westelijker gelegen Kolksluis. Voor de renovatie van de Grote Sluis werd de monumentale oude sluis in 2009 weer in gebruik genomen voor de pleziervaart. Sindsdien is deze sluis van belang omdat door het kleinere volume van de sluiskolk er minder brak water per schutting op het Spaarne komt. Tussen de Kolksluis en de Grote Sluis ligt een oude spuisluis die niet meer in gebruik is, de Woerdersluis.
De Grote Sluis vormt de grens tussen Spaarndam-West en Spaarndam-Oost en tussen de gemeenten Haarlem en Haarlemmermeer. De sluis zelf valt inclusief de kades onder Haarlem.
Het Spaarne staat, via de Mooie Nel en de Liede in open verbinding met de Ringvaart van de Haarlemmermeer. Het IJ staat via Zijkanaal C in open verbinding met het (zilte) Noordzeekanaal.
Maximale schutmaat voor schepen in de sluis is 105m lang, 9,5m breed en een diepgang van 3m.

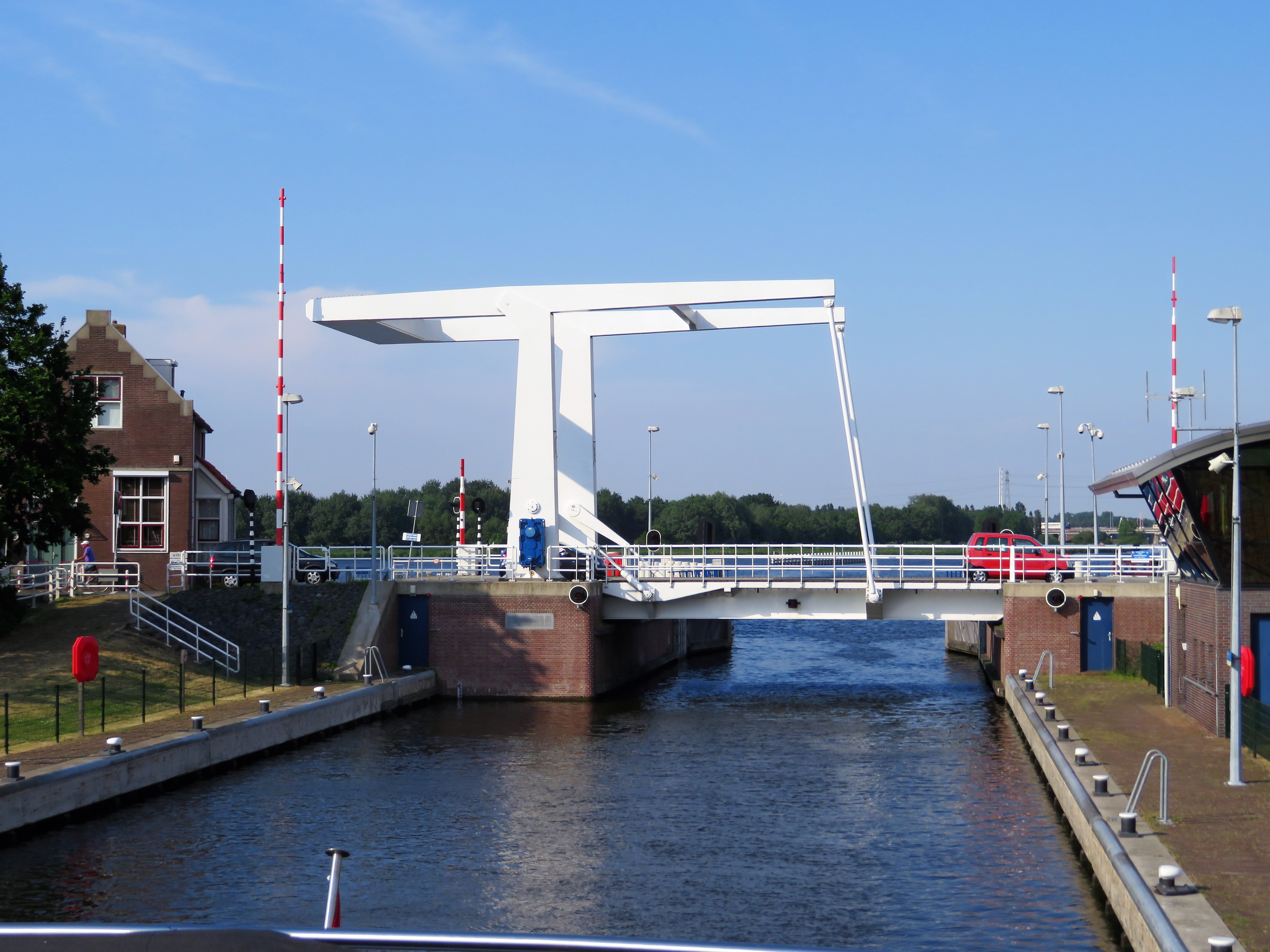
De ophaalbrug over de sluis.